# Gallia Lugdunensis
Gallia Lugdunensis (soms ook kortweg Lugdunensis genaamd) was een provincie van het Romeinse Rijk. Het gebied van de provincie lag in het huidige Frankrijk. Lugdunensis is afgeleid van de Latijnse naam van het huidige Lyon, Lugdunum. Lyon fungeerde ook als hoofdstad van de provincie en was een van de grootste steden buiten Italië.

## Grenzen
Gallia Lugdunensis was een van de vier provincies die de Romeinen in Gallië hadden (de andere drie waren Gallia Aquitania, Gallia Belgica en Gallia Narbonensis). Gallia Lugdunensis lag in het midden en werd in het noorden min of meer begrensd door de Seine. In het westen had de provincie een lange kust langs de Oceanus Atlanticus, de Atlantische Oceaan. Vanaf de zee vormde de Loire min of meer het westelijke deel van de zuidgrens.
Het komt ongeveer overeen met de huidige Franse regio’s Bretagne, Normandië, Île-de-France, Pays de la Loire, Centre-Val de Loire, Auvergne-Rhône-Alpes en delen van Bourgogne-Franche-Comté. In het noorden lag de provincie Gallia Belgica. In het oosten lag Germania Superior. In het zuiden lagen de provincies Gallia Narbonensis en Gallia Aquitania.
In De bello Gallico, waarin Julius Caesar zijn verovering van Gallië beschrijft (58-50 voor Christus), maakte deze onderscheid tussen provincia nostra in het zuiden van Gallië, die al een Romeinse provincie was in zijn tijd en de drie andere delen van Gallië: het grondgebied van de Aquitani, van de Belgen, en van de Galli ook bekend als de Celtae.

## Geschiedenis

### Verdeling door Diocletianus
Bij de staatshervormingen van keizer Diocletianus (284 – 305) werd Gallia Lugdunensis in vier nieuwe provincies verdeeld.
1. Gallia Lugdunensis I (wat overeenkomt met het huidige Bourgondië)
2. Gallia Lugdunensis II (ruwweg Normandië)
3. Gallia Lugdunensis III (Bretagne & Pays de la Loire)
4. Gallia Lugdunensis IV of Senonia (Île-de-France en Orléans)

Alle vier de nieuwe provincies maakten deel uit van het Dioces Gallia.

### Het einde van Romeinse heerschappij
In de 4e eeuw drongen diverse Germaanse stammen Gallië binnen en vonden hier vestigingsplaatsen. Rond 450 was de invloed van de Romeinen in Gallië zodanig in betekenis afgenomen dat deze Germaanse volken zelfstandige koninkrijken vormden. Alleen in een deel van Gallia Lugdunensis bleef de Romeinse bestuursstructuur tot 486 intact. Vandaar:
1. Gallia Lugdunensis I  de Bourgondiërs nemen het bestuur en het land over
2. Gallia Lugdunensis II blijft intact in het Gallo-Romeinse Rijk
3. Gallia Lugdunensis III Het Bretonse volk komt in opstand tegen het Romeinse gezag.
4. Gallia Lugdunensis IV blijft intact in het Gallo-Romeinse Rijk.

Dit Gallo-Romeinse Rijk werd gesticht door Aegidius in 461. Nadien werd het korte tijd bestuurd door Paulus. Aan het eind van het bewind van diens opvolger Syagrius werd het veroverd door de Frankische vorst Clovis I.

## Steden
(alfabetisch gerangschikt met huidige naam tussen haakjes)
- Agendicum (Sens), hoofdplaats van Lugdunensis IV
- Andemantunnum (Langres)
- Augustobona (Troyes)
- Augustodunum (Autun)
- Augustodurum (Bayeux)
- Cabillonum (Chalon-sur-Saône)
- Caesarodunum (Tours), hoofdplaats van Lugdunensis III
- Cenabum Aureliani (Orléans)
- Gesocribate (Brest)
- Iuliomagus (Angers)
- Lugdunum (Lyon), hoofdplaats van Lugdunensis I
- Lutetia Parisiorum (Parijs)
- Portus Namnetum (Nantes)
- Rotomagus (Rouen), hoofdplaats van Lugdunensis II
- Suindinum (Le Mans)

## Economie
Gallia Lugdunensis was bekend om zijn wijn (nu nog altijd) en exporteerde dit in amforen naar alle uithoeken van het rijk. De gehele provincie, maar vooral de streek rondom Lugdunum was een gebied dat door handelaars werd gebruikt om van het noorden van het rijk naar de Middellandse Zee door te steken. De weg door Lugdunum begon in Augusta Treverorum en eindigde in Massalia en werd veel gebruikt.
Achaea · Alexandria et Aegyptus · Africa · Alpes Cottiae · Alpes Maritimae · Alpes Poeninae · Arabia Petraea · Armenia Inferior · Asia · Britannia · Cappadocia · Cilicia · Corsica · Creta · Cyprus · Cyrenaica · Dacia · Dalmatia · Epirus · Galatia · Gallia (Aquitania · Belgica · Lugdunensis · Narbonensis) · Germania (Inferior · Superior) · Hispania (Baetica · Lusitania · Tarraconensis) · Italia · Iudaea · Lycaeonia · Lycia · Macedonia · Mauretania (Caesariensis · Tingitana) · Moesië (Inferior · Superior) · Noricum · Numidia · Pannonia (Inferior · Superior) · Pamphylia · Pisidia · Pontus et Bithynia · Raetia · Sardinia · Sicilia · Syria · Thracia

Tijdelijke bezettingen: Germania (7-9 n.Chr.) · Armenia (114-117 n.Chr.) · Assyria (116-117 n.Chr.) · Mesopotamia (115-117 n.Chr.)